# CRY4U
CRY4U è il secondo EP del cantautore italiano Olly e del produttore discografico italiano Yanomi, pubblicato il 15 giugno 2018.

## Descrizione
Il disco, composto da cinque brani, è prodotto da Yanomi.

## Tracce
Testi e musiche di Federico Olivieri.
1. Fristail Freestyle – 1:33
2. Riconoscenza – 3:25
3. Pelle d'oca (feat. K.P. (ENG)) – 3:04
4. Stella cadente – 2:31
5. CRY4U – 3:25